# سیارک ۴۶۳۰
سیارک ۴۶۳۰ (به انگلیسی: 4630 Chaonis، نامگذاری:1987WA) چهار هزار و ششصد و سیمین سیارک کشف شده‌است که در ۱۸ نوامبر ۱۹۸۷ کشف شد.
قدر مطلق سیارک برابر ۱۳٫۴۰ است.